# Arnö, Nyköpings kommun
Arnö är en bebyggelse i Nyköpings kommun samt de facto en stadsdel i Nyköping i Södermanlands län. SCB klassade bebyggelsen som en egen tätort mellan 1980 och 2020 och från 2020 som en del av tätorten Nyköping.
Arnö ligger direkt söder om centralorten Nyköping, längs riksväg 53 och järnvägen mot Oxelösund.
Genom Arnö går Arnöleden, som börjar vid Hamnvägen i centrala Nyköping, och slutar vid Flättnaleden.

## Historia

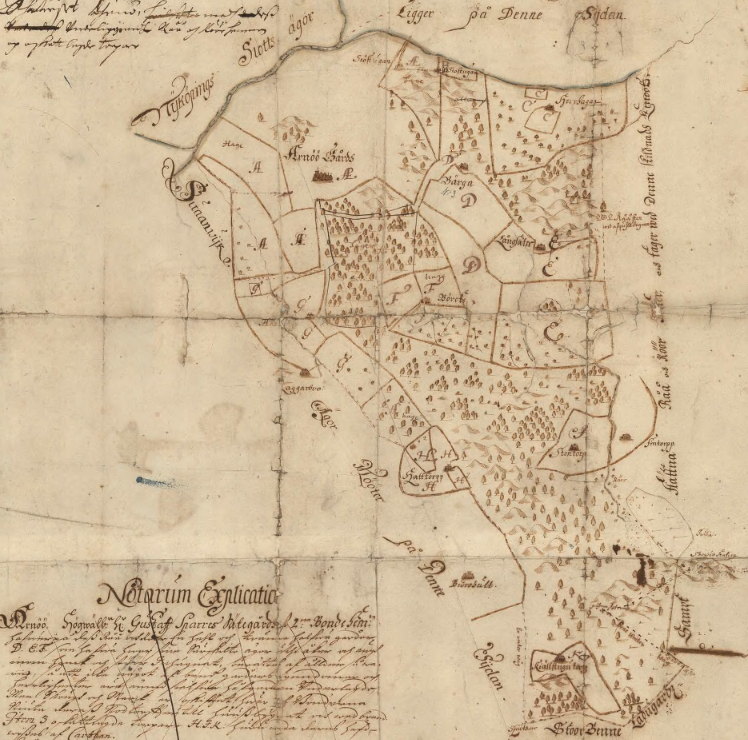
Arnö gård med underlydande gårdar, 1683. På kartan syns Sjöstugan, Herrhagen, Björkö, Långsätter, Laggarbo, Hattorp (dagens Hattsäter), Björshult, Källstugan, Stentorp och Finntorp.

Området var under bronsåldern skärgård, och under järnåldern utgjordes det mestadels av bergsknallar omgivna av inskjutande vikar. Det har fått sitt namn efter Arnö, som omtalas första gången 1286. Arnö har möjligen ursprungligen avsett ett större område; ett köpebrev 1366 omtalar försäljning av Arnö och Bene "på Skogen". "Skogen" har långt fram i historien använts som begrepp för Sankt Nicolai sockens södra del, från Arnö ned till Oxelösund. Flera av de övriga gårdarna i nuvarande Arnö är kända sedan medeltiden. Grönberga, senare kallat Berga, var en frälsegård som omtalas första gången på 1300-talet och låg där Kaptensvägen nu går. Långsätter omtalas första gången 1414 och revs på 1970-talet. De medeltida gårdarna Björkö och Lumsätter ligger fortfarande utanför tätortavgränsningen.
Orten är namngiven efter Arnö herrgård, som fanns här redan på 1200-talet.
Området bebyggdes för första gången i slutet av 1970-talet i regi av dåvarande BPA och Anders Diös. Därefter har området utökats vid flera tillfällen.

### Befolkningsutveckling
| Befolkningsutvecklingen i Arnö 1980–2015 | Befolkningsutvecklingen i Arnö 1980–2015 | Befolkningsutvecklingen i Arnö 1980–2015 | Befolkningsutvecklingen i Arnö 1980–2015 | Befolkningsutvecklingen i Arnö 1980–2015 |
| ---------------------------------------- | ---------------------------------------- | ---------------------------------------- | ---------------------------------------- | ---------------------------------------- |
|                                          |                                          |                                          |                                          |                                          |
| År                                       |                                          |                                          | Folkmängd                                | Areal (ha)                               |
| 1980                                     | 1980                                     |                                          | 1 539                                    |                                          |
| 1990                                     | 1990                                     |                                          | 3 321                                    | 170                                      |
| 1995                                     | 1995                                     |                                          | 3 750                                    | 187                                      |
| 2000                                     | 2000                                     |                                          | 3 826                                    | 195                                      |
| 2005                                     | 2005                                     |                                          | 3 925                                    | 201                                      |
| 2010                                     | 2010                                     |                                          | 3 871                                    | 210                                      |
| 2015                                     | 2015                                     |                                          | 4 124                                    | 228                                      |
| Anm.: Ny tätort 1980                     |                                          |                                          |                                          |                                          |

## Samhället
I området ligger Arnöanstalten, Herrhagsskolan och Långsättersskolan. Det räknas av många som en del av Nyköping, men är statistiskt en egen tätort, då obebyggda områden skiljer Arnö från staden. 
Långsätter är en del av Arnö. Det ligger i den södra delen av Arnö, och består av bland annat Arnö-anstalten, Ica-affären, Långsätterskolan och många villor. Det finns ett fåtal skogsdungar, medan resterande del är bebyggd.
Herrhagen består framför allt av flerbostadshus. I området ligger Herrhagsskolan.
SCB-orten innefattar även området Kanntorp och industriområdet Finntorp. Nyköpings kommun använder även Arnö som namn på en stadsdel. Den omfattar då förutom SCB-orten även området ända ned till Strandstuviken, bland annat Örstig.